# 9295 Donaldyoung
9295 Donaldyoung è un asteroide della fascia principale. Scoperto nel 1983, presenta un'orbita caratterizzata da un semiasse maggiore pari a 2,3900735 UA e da un'eccentricità di 0,1398231, inclinata di 6,27938° rispetto all'eclittica.